# Ankerslot
Ankerslot is een bedrijf te Enschede dat vooral cilindersloten vervaardigt.
Het bedrijf werd in 1946 opgericht te Hengelo als Kiels Fijnmechanische Industrie NV, en begon met de productie van hangsloten. Nadat het bedrijf in 1999 naar Enschede begon het ook andere typen sloten te maken, zoals cilindersloten en electronische slotcilinders.
De kantoormeubel productie en verkooporganisatie Ahrend nam in 1956 deel in de vennootschap, die daarna Ahrend-Anker ging heten. Naast producent van cilindersloten werd ze nu ook toeleverancier van onderdelen voor stalen kantoorbehoeften. De naam Ankerslot werd in 1973 ingevoerd. In 1986 kwam het bedrijf na een managementbuy-out door Ing. J.W. van der Wal los te staan van Ahrend. Het belangrijkste product bleef cilindersloten. Daarnaast maakte men als toeleverancier andere fijnmechanische producten. In 1999 verhuisde het bedrijf naar een nieuw gebouwd pand op bedrijfsterrein Marssteden in Enschede-West. Het aantal werknemers bedroeg in 2024 ongeveer zestig.
In 2008 volgde overname door Marijn van der Wal. Een elektronicalijn werd in 2017 aan het productenpakket toegevoegd. 